# Cratere Chŏng Ch'ŏl
Chŏng Ch'ŏl è un cratere d'impatto presente sulla superficie di Mercurio, a 46,4° di latitudine nord e 116,2° di longitudine ovest. Il suo diametro è pari a 143 km.
Il cratere è stato battezzato dall'Unione Astronomica Internazionale in onore del poeta coreano Chŏng Ch'ŏl.